# Коефіцієнт EAV
Коефіціє́нт EAV (англ. Equivalent Advertising Value, Equivalency Advertising Value або Advertising Value Equivalent) — коефіцієнт, що використовується для числової оцінки ефективності PR-діяльності.
Для його обрахунку визначається сукупний обсяг всіх позитивних публікацій і підраховується вартість реклами аналогічного обсягу в тих же виданнях. Цей коефіцієнт використовується, зокрема, для оцінки ефективності витрат в PR-кампаніях, метою яких є досягнення публічності, популярності.
В англомовних джерелах цей коефіцієнт також вживається у таких формах:
- AVE (Advertising Value Equivalent або Advertising Value Equivalency);
- ACE (Advertising Cost Equivalents);
- ASE (Advertising Space Equivalents).

Чимало фахівців зі зв'язків з громадськістю заперечують доцільність використання даного коефіцієнту, посилаючись на те, що існують суттєві відмінності між рекламними матеріалами та редакційними матеріалами .
Крім того, використання даного коефіцієнту не вітається деякими національними PR-інституціями, зокрема, Інститутом паблік рілейшнз Австралії (the Public Relations Institute of Australia, PRIA), Британським інститутом паблік рілейшнз (the UK Institute of Public Relations, IPR), Інститутом паблік рілейшнз США (the Institute for Public Relations in the US).